# Ettore Campogalliani

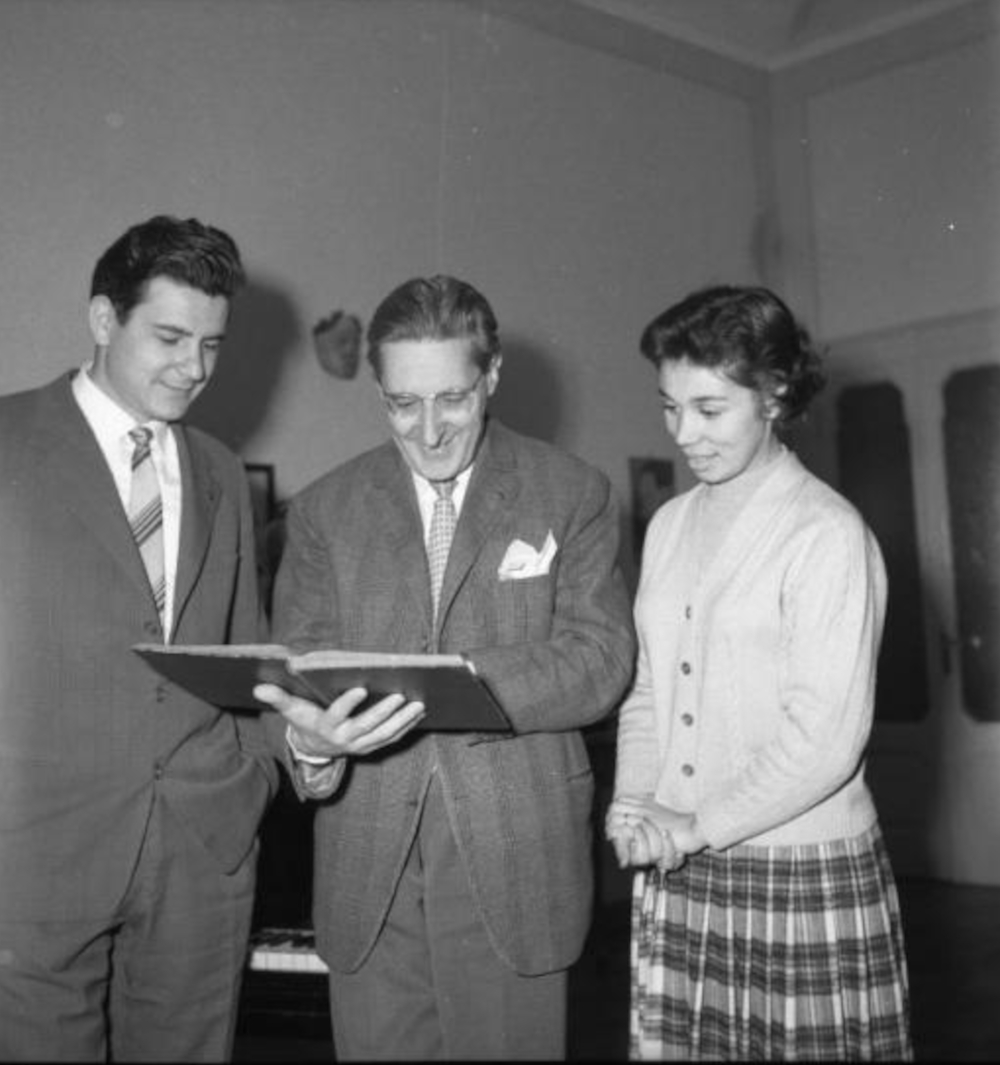
Retrato de grupo - Maestro Ettore Campogalliani, al centro, con dos de sus alumnos - 1957

Ettore Campogalliani (Monselice, 30 de septiembre de 1903 - Mantua, 3 de junio de 1992), fue un músico, pianista, compositor y pedagogo italiano.

## Biografía
Se diplomó en piano en el Conservatorio de Bolonia en 1921, en Composición en el Conservatorio de Parma, en 1933 y como maestro de Canto, en el Conservatorio de Piacenza, en 1940.

## Trayectoria
Al principio de su actividad como compositor escribió, en 1942, la música para la película Musica Prohibida, dirigida por Carlo Campogalliani. Como músico, prefirió dedicarse a la labor docente, habiendo sido profesor de piano en el Liceo Musical de Piacenza, de canto en el Conservatorio de Parma y en el conservatorio Giuseppe Verdi de Milano, de técnica e interpretación vocal, en la Escuela de perfeccionamiento del Teatro alla Scala de Milán. De sus muchos alumnos, algunos consiguieron el éxito y la notoriedad internacional, tales como Luciano Pavarotti, Mirella Freni, Aldo Protti, Ruggero Raimondi, Renata Tebaldi y Renata Scotto. 
En 1946 fundó la Accademia Teatrale Francesco Campogalliani, dedicada a su  padre, Francesco, titiritero, actor y dramaturgo.

## Composiciones
- Trio para violín, violonchelo y piano, (1932)
- Zarabanda y Minuetto para piano, Op. L, (1934)
- Sonata en mi menor para violín y piano
- L'arrivo, para voz y piano, sobre versos de Amadeo Pinelli, (1935)
- Piangete occhi, para voz y piano, sobre versos de Angelo Poliziano (1935)
- Castello in aria, para voz y piano, sobre versos de Sergio Corazzini (1936)